# غارهای پنج قلو
مجموعه غارهای پنج قلو مربوط به دوران پارینه‌سنگی جدید - دوران فرادیرینه‌سنگی است و در شهرستان پاسارگاد، بخش مرکزی، شهر سعادتشهر، ۱ کیلومتری شمال پلیس راه سعادتشهر، شرق تونل راه آهن واقع شده و این اثر در تاریخ ۲۶ اسفند ۱۳۸۶ با شمارهٔ ثبت ۲۱۹۲۶ به‌عنوان یکی از آثار ملی ایران به ثبت رسیده است.